# NLRP9
NLRP9 (англ. NLR family, pyrin domain containing 9) — цитозольный белок, Nod-подобный рецептор семейства NALP, продукт гена NLRP9, участвует в регуляции воспаления. Клонирован в 2003 году.

## Функции
Играет роль в воспалении.

## Структура
Зрелый белок состоит из 991 аминокислоты, молекулярная масса — 113,3 кДа.  Молекула включает домены DAPIN и NACHT, 6 LRR (лейцин-обогащённых)-повторов и участок связывания АТФ. 
Кроме основной изоформы 1 образуется укороченная изоформа 2 (112,6 кДа).